# Agustín Canobbio
Agustín Canobbio Graviz (sinh ngày 1 tháng 10 năm 1998) là cầu thủ bóng đá người Uruguay đang thi đấu cho Athletico Paranaense ở vị trí tiền đạo.

## Thống kê sự nghiệp

### Quốc tế
Tính đến ngày 13 tháng 7 năm 2024
| Đội tuyển quốc gia | Năm  | Trận | Bàn |
| ------------------ | ---- | ---- | --- |
| Uruguay            | 2022 | 4    | 0   |
| Uruguay            | 2023 | 6    | 1   |
| Uruguay            | 2024 | 3    | 0   |
| Tổng               | Tổng | 13   | 1   |

Bàn thắng và kết quả của Uruguay được để trước.
| # | Ngày                | Địa điểm                                         | Đối thủ | Bàn thắng | Kết quả | Giải đấu                      |
| - | ------------------- | ------------------------------------------------ | ------- | --------- | ------- | ----------------------------- |
| 1 | 12 tháng 9 năm 2023 | Sân vận động Rodrigo Paz Delgado, Quito, Ecuador | Ecuador | 1–0       | 1–2     | Vòng loại FIFA World Cup 2026 |